# 4chan
A 4chan egy angol nyelvű képtábla (imageboard) weboldal. A felhasználók alapvetően névtelenül tehetnek közzé képeket és szövegeket, a legfrissebb tartalom pedig mindig a listázás tetején jelenik meg. Az oldal fel van osztva különböző panelekre, avagy alfórumokra, amelyeknek más és más témaköre valamint szabályzata van. Az legnagyobb forgalmú /b/ panel például néhány alapvető törvényi kényszertől eltekintve gyakorlatilag szabályozatlan. A felhasználók névtelenül, regisztráció nélkül tudnak közzétenni bármit az oldalon (természetesen az adminok számára van regisztráció). Számos internetes mém elterjedésének kiindulópontja, mint például amilyen a "lolcat" vagy a "Rickrolling" és több hasonló. A névtelen közösség kreatív és olykor provokatív megnyilvánulásai az oldal története során többször felkeltették a média érdeklődését is.

## Történet

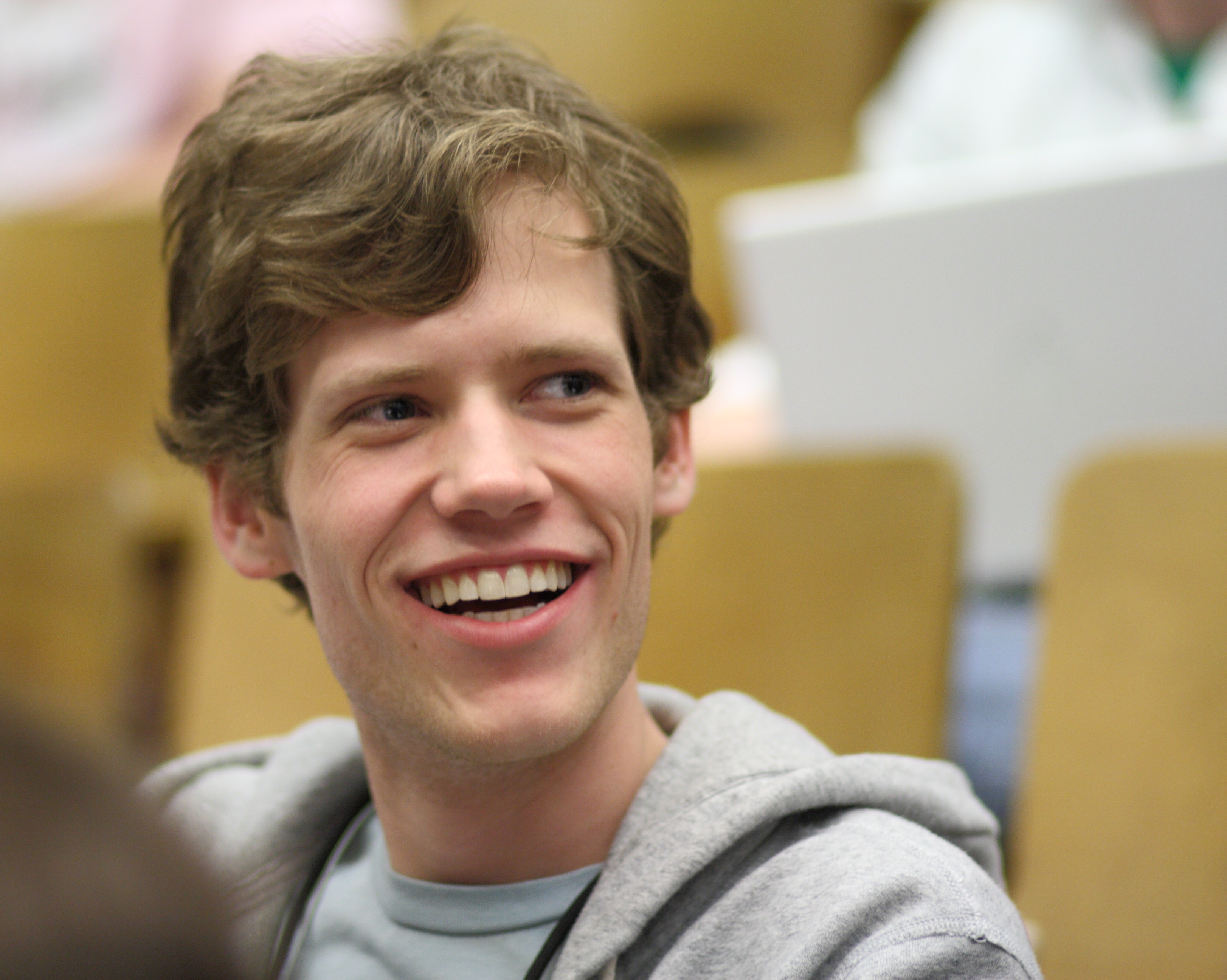
Christopher Poole, az oldal alapítója

A 4chant 2003-ban hozta létre az akkor 15 éves Christopher Poole New York-i szobájában. Az oldal célja kezdetben az volt, hogy főként anime és manga témájú beszélgetéseket lehessen folytatni, és így a Japánban népszerű Futaba Channel (2chan) angol nyelvű változata legyen. Az oldal elkészítéséhez a Futaba Channel forráskódját használta annyi változtatással, hogy a japán szövegeket lefordította angolra. Kezdetben két tábla létezett az /a/ és a /b/, amikből az első általánosan anime, a második pedig szabadabb beszédtémájú volt.